# Stuhlfelden
Stuhlfelden è un comune austriaco di 1 564 abitanti nel distretto di Zell am See, nel Salisburghese.

## Monumenti e luoghi d'interesse
- Castel Lichtenau